# (10882) Shinonaga
(10882) Shinonaga (1996 VG5) – planetoida z pasa głównego asteroid okrążająca Słońce w ciągu 4,59 lat w średniej odległości 2,76 j.a. Odkryta 3 listopada 1996 roku.